# All-Ireland Senior Hurling Championship 1933
L'All-Ireland Senior Football Championship 1933 fu l'edizione numero 47 del principale torneo di hurling irlandese. Kilkenny batté in finale Limerick, ottenendo il decimo titolo della sua storia.

## Formato
Si tennero solo i campionati provinciali di Leinster e Munster, i cui vincitori avrebbero avuto accesso diretto all'All-Ireland, dove avrebbe avuto accesso anche Galway, ammessa di diritto.

## Torneo
Leinster Senior Hurling Championship
| Dublino 7 maggio 1933 Quarto di finale | Meath | 3-5 – 1-4 | Wexford | Croke Park |

| Birr 14 maggio 1933 Quarto di finale | Offaly | 3-6 – 1-9 | Laois | St. Brendan's Park |

| Kilkenny 2 luglio 1933 Semifinale | Kilkenny | 5-5 – 2-3 | Meath | Nowlan Park |

| Portlaoise 9 luglio 1933 Semifinale | Dublin | 2-3 – 1-3 | Offaly | O'Moore Park |

| Wexford 23 luglio 1933 Finale | Kilkenny | 7-5 – 5-5 | Dublin | Wexford Park |

Munster Senior Hurling Championship
| Tralee 23 aprile 1933 Quarto di finale | Kerry | 4-6 – 10-3 | Cork | Austin Stack Park |

| Waterford 21 maggio 1933 Semifinale | Waterford | 3-3 – 3-3 | Tipperary | Walsh Park |

| Thurles 28 maggio 1933 Quarto di finale | Limerick | 6-8 – 1-4 | Clare | Thurles Sportsfield |

| 25 giugno 1933 Semifinale replay | Tipperary | 5-2 – 5-5 | Waterford | Carrick-on-Suir |

| Thurles 16 luglio 1933 Semifinale | Limerick | 2-9 – 1-6 | Cork | Thurles Sportsfield |

| Cork 6 agosto 1933 Finale | Limerick | 3-7 – 1-2 | Waterford | Cork Athletic Grounds |

- La finale non fu conclusa a causa di una rissa iniziata in campo che portò molti tifosi a entrare in campo e ad aggregarsi alla calca tra i giocatori. L'arbitro non fu in grado di fare ricominciare la partita, ma vista che Limerick era in vantaggio di un numero consistente di goal e punti, fu deciso di non disputare il replay, conferendo il titolo ai bianco-verdi.

All-Ireland Senior Hurling Championship
| Birr 13 agosto 1933 Semifinale | Kilkenny | 5-10 – 3-8 | Galway | St. Brendan's Park |

| Dublino 3 settembre 1933 Finale | Kilkenny           | 1-7 – 0-6 | Limerick | Croke Park (45 176 spett.)\| Arbitro: \| S. Jordan (Galway) \| |
| Arbitro:                        | S. Jordan (Galway) |           |          |                                                                |